# パリ条約 (1634年)

スウェーデン宰相アクセル・オクセンシェルナ、1635年作。

パリ条約（パリじょうやく、ドイツ語: Vertrag von Paris）は1634年11月1日、フランス王ルイ13世、三十年戦争におけるプロテスタント同盟とスウェーデンの間の条約。条約により、フランスはプロテスタント側に兵士1万2千と50万リーブルを提供した。
その代わり、フランスは1618年時点でカトリック側だった地域がカトリックを維持することと、アルザス地方とストラスブール市の割譲を要求した。停戦協定や講和条約はフランスの同意を必要とした。この時点ではフランスはまだ直接参戦はしたくなかった。
条約はネルトリンゲンの戦いにおけるスウェーデンとその同盟軍の大敗から2か月後に締結された。そのため、この時期にはカトリック側の帝国軍が軍事的に優勢だった。ハイルブロン同盟が崩壊した後、ドイツのプロテスタント諸侯はフランスに助けを求めようとした。条約の交渉はフランスの大使フキエール侯爵がルイ13世とリシュリュー枢機卿を代表して行った。
スウェーデン宰相アクセル・オクセンシェルナは当時7歳だったクリスティーナ女王を代表して署名することを拒否した。彼は翌年パリへ出向、リシュリューと直接交渉して1635年4月30日に条件が改善されたコンピエーニュ条約を締結した。